# Jahrhundertvertrag
Der Jahrhundertvertrag war ein 1977 unterzeichnetes Abkommen zwischen der deutschen Energiewirtschaft mit 44 Unternehmen und dem deutschen Steinkohlebergbau. Er gab der deutschen Steinkohle den Vorrang bei der Energieerzeugung. Für die Kosten wurde eine Ausgleichszahlung eingeführt, die nach dem Verstromungsgesetz als Verbraucherabgabe erhoben wurde, den sogenannten Kohlepfennig.

## Geschichte
Im Jahr 1945 sank die Kohlenförderung von 130,2 Millionen Tonnen (1939) auf 33,4 Millionen Tonnen. Die Folge war eine große Verknappung auf dem Markt, diese „Kohlennot“ war der Beginn des Kleinzechenbergbaus. Im Jahr 1947 wurde die Deutsche Kohlenbergbau-Leitung (DKBL) gegründet, um die Produktion des Steinkohlen- und Braunkohlenbergbaus zu lenken. Im Jahr 1950 lag die Steinkohlenförderung bereits wieder bei 103 Millionen Tonnen, im Bergbau waren auf 143 Zechen 433.359 Beschäftigte angelegt. Ein Jahr darauf wurde die Europäische Gemeinschaft für Kohle und Stahl (EGKS) gegründet. Im Jahr 1954 wurden zum ersten Mal seit 1932 im deutschen Steinkohlenbergbau Feierschichten eingelegt. Im Jahr 1956 wurde die Preisbindung für Kohle durch die EGKS aufgehoben. Bereits zwei Jahre später wurden auf sechs Bergwerken wegen Absatzmangels erneut Feierschichten eingelegt. Im selben Jahr wurde ein befristeter Vertrag zur Einschränkung oder Beseitigung der Wettbewerbsverzerrung zwischen Kohle und schwerem Heizöl geschlossen, das sogenannte Kohle/Öl-Kartell. Im Jahr 1968 wurde das Gesetz zur Anpassung und Gesundung des deutschen Steinkohlenbergbaus erlassen. Im Jahr 1973 ging die deutsche Steinkohlenförderung auf 80 Millionen Tonnen zurück. Ein Jahr darauf wurde das dritte Verstromungsgesetz zur Absatzsicherung der Steinkohle in der Elektrizitätswirtschaft verabschiedet. Im Jahr 1977 wurde eine Rahmenvereinbarung zwischen der Elektrizitätswirtschaft und dem Steinkohlenbergbau geschlossen. Im Jahr 1980 wurde durch den Jahrhundertvertrag eine Vereinbarung zur Sicherung des Steinkohlenabsatzes an die öffentliche und industrielle Kraftwirtschaft bis 1995 geschlossen. In diesem Jahr förderten 29 Bergwerke mit 141.000 Beschäftigten 69 Millionen Tonnen Steinkohle.

## Der Vertrag
Hauptvereinbarung des Vertrages, der zwischen deutschen Kohlegesellschaften und den deutschen Stromerzeugern geschlossen wurde, war, dass die teurere deutsche Steinkohle in den deutschen Steinkohlekraftwerken gegenüber der billigeren Importkohle bevorzugt verwendet wurde. Zunächst wurde ein Vertrag über 10 Jahre abgeschlossen, im Jahr 1980 wurde dieser Vertrag dann bis zum Jahr 1995 auf 15 Jahre verlängert. Durch den Vertrag wurde den Bergbaubetreibern eine Jahresabnahmemenge von 40,9 Millionen Tonnen Steinkohle zugesichert. In der Kohlerunde von 1991 wurde diese Menge auf 35 Millionen Tonnen gesenkt. Die Preisdifferenz zwischen der deutschen Steinkohle und der Importkohle mussten die deutschen Stromkunden durch eine Ausgleichszahlung, den Kohlepfennig, pro Kilowattstunde erbringen. Diese Ausgleichszahlung floss in einen Fonds ein. Diese Ausgleichszahlung wurde 1994 vom Bundesverfassungsgericht für verfassungswidrig erklärt und musste abgeschafft werden.

## Folgeregelungen
Bereits im Jahr 1993 hatte die Europäische Kommission eine Gemeinschaftsregelung für staatliche Beihilfen zugunsten des Steinkohlenbergbaus geschaffen. Zusammen mit den Gesetzen zur Sicherung des Einsatzes von Steinkohle, des Stromeinspeisegesetzes (das sogenannte Artikelgesetz) aus dem Jahr 1994 und der Änderung des Atomgesetzes bildeten diese Regelungen eine solide gesetzliche Grundlage für eine Anschlussfinanzierung des Steinkohleneinsatzes in der Kraftwerkswirtschaft nach dem Jahr 1995. Dieses Gesetz galt für 10 Jahre von 1996 bis 2005. Die Zuschüsse waren nach oben auf 7,5 Milliarden DM gedeckelt, dieser Betrag wurde in den Folgejahren weiter gesenkt. In den Anschlussverhandlungen über die Steinkohlesubventionen nach 2006 wurden weitere Subventionskürzungen vorgenommen. Diese Vereinbarung galt zunächst nur für drei Jahre. In der Kohlerunde von 2007 wurde dann eine bis zum Jahr 2018 geltende Anschlussregelung an das Steinkohlenbeihilfegesetz geschaffen. Die bis zu diesem Zeitpunkt von der öffentlichen Hand aufzubringenden Zuschüsse wurden im Steinkohlefinanzierungsgesetz festgeschrieben. Das Gesetz trat im Dezember 2007 in Kraft und legte fest, dass die Subventionierung des deutschen Steinkohlebergbaus im Jahr 2018 endet.